# 1705
- Wikisource

| Calendário gregoriano                                                        | 1705 MDCCV                          |
| Ab urbe condita                                                              | 2458                                |
| Calendário arménio                                                           | 1154 – 1155                         |
| Calendário bahá'í                                                            | -139 – -138                         |
| Calendário budista                                                           | 2249                                |
| Calendário chinês                                                            | 4401 – 4402 Início a 25 de janeiro  |
| Calendário copta                                                             | 1421 – 1422                         |
| Calendário etíope                                                            | 1697 – 1698                         |
| Calendários hindus - Vikram Samvat - Calendário nacional indiano - Cáli Iuga | 1760 – 1761 1626 – 1627 4805 – 4806 |
| Calendário Holoceno                                                          | 11705                               |
| Calendário islâmico                                                          | 1117 – 1118                         |
| Calendário judaico                                                           | 5465 – 5466                         |
| Calendário persa                                                             | 1083 – 1084                         |
| Calendário rúnico                                                            | 1955                                |
| Calendário solar tailandês                                                   | 2248                                |

1705 (MDCCV, na numeração romana)  foi um ano comum do século XVIII do actual Calendário Gregoriano, da Era de Cristo, e a sua letra dominical foi D, totalizando 53 semanas, com início a uma quinta-feira e terminou também a uma quinta-feira.
| Ano completo                        |
| ----------------------------------- |
| Ano comum com início à quinta-feira |

## Eventos
- Padre Manoel do Rosário percorre a região de Itabira, Minas Gerais à procura de ouro.
- A freguesia de Pindamonhangaba é elevada a categoria de vila e é emancipada de Taubaté.[1]

## Nascimentos
- 24 de janeiro - Farinelli, cantor de ópera italiano (m. 1782)
- 8 de maio - António José da Silva, dramaturgo e um escritor português (m. 1739).
- 31 de Outubro - Papa Clemente XIV (m. 1774).

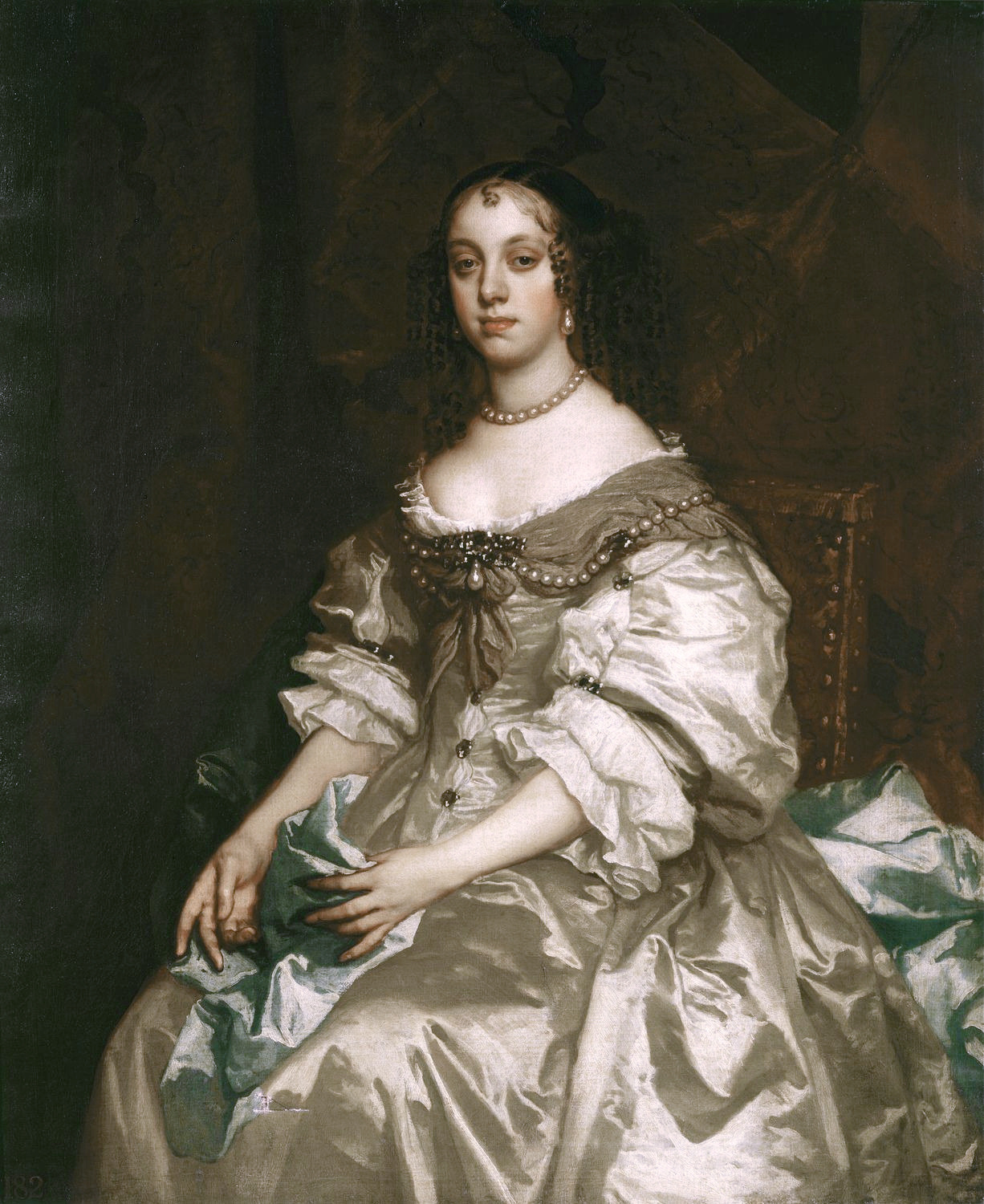
Catarina de Bragança. Retrato de Peter Lely, Colecção da família real britânica.

## Mortes
- 16 de Agosto - Jakob Bernoulli, matemático (n. 1654).
- 31 de Dezembro - Catarina de Bragança, rainha consorte britânica.

## Por tema
- 1705 na literatura
- 1705 na música